# Yu Jiahao
Yu Jiahao (nacido el 18 de marzo de 2003), también conocido como Harold Yu, es un baloncestista de nacionalidad china que con una altura de 2,24 metros, se desempeña en la posición de pívot en las filas del Grupo Alega Cantabria de la Primera FEB, cedido por Bilbao Basket. Es internacional con la Selección de baloncesto de la República Popular China.

## Trayectoria
Jiahao, también conocido como ‘Harold’, es hijo del ex-baloncestista Yu Leping. En 2017 participó en la NBA Academy Cup en la que disputó tres partidos en los que promedió 12,7 puntos, 6 rebotes y 1 robo en 34 minutos. 
En 2018, el pívot llegó a Estados Unidos como estudiante de intercambio en el Sierra Canyon School de Chatsworth, y después del instituto, optó por regresar a China. 
En la temporada 2021-22, forma parte de la plantilla de los Zhejiang Golden Bulls con el que llegó a debutar en la Chinese Basketball Association, donde jugaría durante 4 temporadas.En la temporada 2024-25, promedia 13.5 puntos, 7.8 rebotes y 23 de valoración.
El 1 de agosto de 2025, firma por el Bilbao Basket de la Liga Endesa. A continuación, firma por el Grupo Alega Cantabria de la Primera FEB, cedido por Bilbao Basket durante una temporada.

### Selección nacional
En 2024, debutó como internacional en las ventanas FIBA con la Selección de baloncesto de la República Popular China, aunque tuvo una participación limitada.